# Ashen Hills
Die Ashen Hills (englisch sinngemäß für Bleiche Hügel) sind ein Gebirgszug abgerundeter Hügel aus erodierender heller Vulkanasche auf Saunders Island im Archipel der Südlichen Sandwichinseln. Sie enden am Nattriss Point am südöstlichen Ausläufer der Insel.
Die deskriptive Benennung nahm das UK Antarctic Place-Names Committee im Jahr 1971 vor.